# 1876 aux Territoires du Nord-Ouest
Chronologie des Territoires du Nord-Ouest
- 1872
- 1873
- 1874
- 1875
- 1876
- 1877
- 1878
- 1879
- 1880

Cette page concerne les événements survenus en 1876 dans le territoire canadien des Territoires du Nord-Ouest.

## Politique

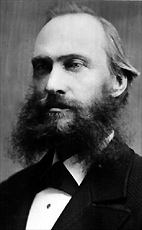
David Laird.

- Premier ministre : Joseph Édouard Cauchon (Lieutenant-gouverneur du Manitoba) puis David Laird (en) (Lieutenant-gouverneur des Territoires du Nord-Ouest)
- Législature : Conseil temporaire nord-ouest (en)

## Événements
- 12 avril : création du District de Keewatin, enlevé aux Territoires du Nord-Ouest.